# Robert Paston
Robert Paston (29 mai 1631 – 8 mars 1683) est un scientifique anglais et un homme politique qui siège à la Chambre des Communes de 1660 à 1673, quand il est créé vicomte de Yarmouth. Il est créé comte de Yarmouth en 1679.

## Biographie
Robert Paston est le fils de Sir William Paston, 1er baronnet de Oxnead et de sa première épouse Lady Katherine Bertie, fille de Robert Bertie (1er comte de Lindsey). Il fait ses études à Westminster School puis à Trinity College, Cambridge, en 1646 et voyage en France. En 1660, il est élu député pour Thetford. Il est fait chevalier le 27 mai 1660.
En 1661, Paston est élu député de Castle Rising et siège jusqu'en 1673, quand il doit renoncer à son siège lors de son élévation à la pairie en tant que vicomte de Yarmouth. Il hérite de la baronnie à la mort de son père en 1663. Il est nommé Lord Lieutenant du Norfolk le 6 mars 1676, et le reste jusqu'à sa mort. Il est créé 1er comte de Yarmouth en 1679.
À la suite de la création de la Royal Society , en 1660, il est accepté dans le collège le 20 mai 1663.
Il vit à Richmond. En mai 1666, il écrit une lettre à sa femme en mentionnant "un jeu de criquett (sic) sur Richmond Green" qui est la première référence du cricket à Richmond Green, un lieu populaire pour les matches importants pendant les 17e et 18e siècles.
Il y a un tableau au Musée du Château de Norwich, de Robert Paston et son père William dans la collection connue comme Le Trésor Paston.

## Famille
Robert Paston épouse Rebecca Clayton fille de Sir Jasper Clayton, mercier, de Londres le 15 juin 1650. Ils ont six fils et trois filles. Rebecca est décédée le 16 février 1694. Son fils William épouse une fille illégitime de Charles II. 